# Modelos probabilísticos gráficos
Um modelo de gráfico ou modelo probabilístico gráfico ou modelo probabilístico estruturado é um modelo probabilístico no qual um grafo representa a estrutura de dependências condicionais probabilísticas entre variáveis aleatórias. Eles são comumente usados em teoria da probabilidade, estatística, particularmente estatística Bayesiana e aprendizado de máquinas.

Um exemplo de um modelo gráfico. Cada seta indica uma dependência. Neste exemplo: D depende de A, D depende de B, D depende de C, C depende de B, e C depende D.

## Tipos de modelos gráficos
De forma geral, modelos probabilísticos gráficos usam uma representação baseada em grafo para a codificação de uma distribuição na forma d um espaço multidimensional e um grafo que é uma representação compacta  do conjunto de independências capaz de manter distribuição específica. Dois ramos de representações gráficas de distribuições comumente utilizados são as redes Bayesianas e os  campos aleatórios de Markov random fields.Ambas representações contêm as propriedades de fatoração e independência, mas diferem a respeito de quais independências que podem codificar e a forma da  fatoração de distribuição induzidas por eles

### Rede Bayesiana
Se a estrutura de rede do modelo é um grafo direcionado acíclico, o modelo representa uma fatoração conjunta deprobabilidades de todas as variáveis aleatórias. Mais precisamente, se os eventos são {\displaystyle }
{\displaystyle }
onde {\displaystyle } é o conjunto de pais do nó {\displaystyle }Em outras palavras, a distribuição de probabilidade conjunta de fatores em um produto de distribuições condicionais. Por exemplo, o modelo de gráfico na figura acima (que não é um grafo direcionado acíclico, mas sim um grafo ancestral) consiste de variáveis aleatórias {\displaystyle }  cuja fatoração  do  conjunto de densidades de probabilidade  se dá porː
{\displaystyle }
Quaisquer dois nós são condicionalmente independentes, dado os valores de seus pais. Em geral, quaisquer dois conjuntos de nós são condicionalmente independentes dado um terceiro conjunto se um critério chamado de d-separação está contido no gráfico. Independência local e independência global são equivalentes em redes Bayesianas.
Este tipo de modelo gráfico é conhecido como modelo de grafos dirigidos, redes Bayesianoas, rede de crenças (belief network). Modelos clássicos de aprendizadode máquinas, como modelos ocultos de Markov, redes neurais e modelos mais recentes, tais como modelos de Markov de ordem variável podem ser considerados casos especiais de redes Bayesiana.

### Campo aleatório de Markov
Um campo aleatório de Markov, também conhecido como rede de Markov, é um modelo que utilizad um grafo não direcionado. Um modelo gráfico com muitas subunidades repetidas pode ser representados com notação de placas (plate notation).

### Outros tipos
- Um grafo de fatores é um grafo bipartido não direcionado ligando variáveis e fatores. Cada fator representa uma função sobre as variáveis que ele está conectado. Esta é uma representação utilizada para compreender e implementar propagação de crença (belief propagation).
- Um grafo de cadeia é um gráfico que pode ter ligações direcionadas e não direcionadas mas sem ciclos direcionados (por exemplo, começando em um nó e seguindo as direções de qualquer setas, não pode ser possíbel voltar para o nó inicial). Tanto os grafos direcionados acíclicos quanto os grafos não direcionados são casos especiasis dos grafos de cadeia, podendo, consequentemente, unificar e generalizar redes Bayesianas e cadeias de Markov.[2]
- Um grafo ancestral é  uma extensão do grafo de cadeia, tendo arestas direcionadas, bidirecionadas ou não direcionadas.[3]
- Um campo condicional aleatório é um modelo discriminatório especificado através de um grafo não direcionado.
- Uma máquina de Boltzmann restrita é um modelo generativo bipartido especificado através de um grafo não direcionado.

## Aplicações
Os modelos disponibilizam algoritmos para descobrir e analisar a estrutura em distribuições complexas para descrevê-los de forma sucinta e extrair as informações não estruturadas, permitindo-lhes serem construídos e utilizados de forma eficaz. As aplicações de modelos gráficos modelos incluem inferência causal, extração de informações, reconhecimento de fala, visão computacional, modelagem de redes de regulação gênica e para diagnóstico de doenças.

## Leitura complementar

### Livros e capítulos de livros
- Barber, David. Bayesian Reasoning and Machine Learning. [S.l.: s.n.] ISBN 978-0-521-51814-7

- Bishop, Christopher M. «Chapter 8. Graphical Models». Pattern Recognition and Machine Learning. [S.l.: s.n.] ISBN 0-387-31073-8. MR 2247587
- Cowell, Robert G.; Dawid, A. Philip; Lauritzen, Steffen L.; Spiegelhalter, David J. Probabilistic networks and expert systems. [S.l.: s.n.] ISBN 0-387-98767-3. MR 1697175
- Jensen, Finn. An introduction to Bayesian networks. [S.l.: s.n.] ISBN 0-387-91502-8
- Pearl, Judea. Probabilistic Reasoning in Intelligent Systems. [S.l.: s.n.] ISBN 1-55860-479-0. MR 0965765 Abordagem computacional, onde as relações entre os gráficos e as probabilidades foram formalmente introduzidos.

### Artigos de periódicos
- «Getting Started in Probabilistic Graphical Models». PLoS Computational Biology. 3. PMC 2134967. PMID 18069887. doi:10.1371/journal.pcbi.0030252
- «Graphical Models». Statistical Science. 19. doi:10.1214/088342304000000026
- Ghahramani, Zoubin (Maio de 2015). «Probabilistic machine learning and artificial intelligence». Nature (em inglês). doi:10.1038/nature14541

### Outros
- A Brief Introduction to Graphical Models and Bayesian Networks